# Žralok obrovský
Žralok obrovský (Rhincodon typus), též žralok velrybí nebo nosozubec obrovský, je největší žijící zástupce žraloků a také největší žijící obratlovec, který nepatří mezi savce. Vyskytuje se v tropických oblastech všech tří oceánů a může se dožít 80 až 130 let.

## Alternativní názvy
- Micristodus punctatus Gill, 1865
- Rhicodon typus Smith, 1828
- Rhineodon typus Smith, 1828
- Rhiniodon typus
- Rhinodon pentalineatus Kishinouye, 1901
- Rhinodon typicus Müller & Henle, 1839
- Rhinodon typicus Smith, 1845
- Rhinodon typus

## Výskyt
Žije ve vodách volných moří a oceánů tropického a subtropického pásma.
- Západ Atlantského oceánu: USA – Brazílie
- Východ Atlantského oceánu: Senegal – Angola
- Indický oceán
- Celý východ Tichého oceánu: Japonsko – Tasmánie
- Západ Tichého oceánu: Mexiko – Chile

Tento žralok byl objeven až v roce 1828. První exemplář byl uloven harpunou v jižní Africe ve Stolové zátoce.

## Popis
Tato největší paryba na světě má charakteristické zbarvení - světlé skvrny a pruhy na tmavém pozadí. Její kůže může být silná až 15 cm.[zdroj?] Relativně velkou tlamu má umístěnou na čelní straně hlavy, napříč může mít až 2 metry a vejde se do ní až 5 lidí. Zuby jsou malé a vzadu v ústní dutině má na vnitřní straně výrůstky vytvářející jakési „síto“, v němž filtruje mořskou vodu.
Na rozdíl od ostatních žraloků není nijak zvlášť dobrý plavec, obvykle se pohybuje rychlostí okolo 5 km/h.[zdroj?]
Tento druh není člověku nebezpečný.

### Velikost
Žralok obrovský je největším soudobým žralokem. Obvykle dosahuje velikosti kolem osmi až devíti metrů. Předpokládá se, že řada starších žraloků bude delších než 14 metrů a dosahovat hmotnosti až 30 tun, ale zprávy o exemplářích velkých 20 a více metrů nejsou považovány za věrohodně potvrzené, nicméně vyloučit je nelze. Největší známý jedinec, jenž je uvedený také v Guinnessově knize rekordů (2015), měl délku 12,6 m a hmotnost 21,5 t. Existují však další věrohodné zdroje z nichž vyplývá, že rekordním exemplářem je samice chycená v Arabském moři, která měla délku 18,8 metru.

## Potrava
Živí se planktonem, který filtruje skrz síto v dutině ústní a malými rybami. Je jeden z pouhých tří známých druhů žraloků živící se pomocí filtrů. Mezi další 2 patří žralok veliký a žralok velkoústý.

## Rozmnožování, dožití
Žralok obrovský je vejcoživorodý. V jednom vrhu samice rodí i 300 mláďat o délce okolo 0,5 m. Schopný reprodukce je pravděpodobně až ve věku 25 let. Dožít se může 80 až 130 let.